# 博爾德山
博爾德山（英語：Boulder Mountain），又名布盧貝爾山（Bluebell Knoll）或博爾德峰（Boulder Top），是美國猶他州的一座山峰，位於猶他州中南部的韋恩縣和加菲爾德縣，佔阿奎里厄斯高原一半面積。這座山峰地處卡皮特尔沙岩国家公园西部，頂部有面積達50,000英畝（200平方公里）的森林和草地。山頂近乎平坦，面積約70平方英里。博爾德山也是北美最高的被森林覆蓋的高原，是迪克西國家森林的一部分。

## 12號公路

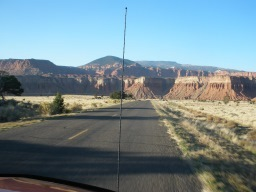
博爾德山的公路

猶他州12號公路自托里途徑博爾德至埃斯卡蘭特穿過博爾德山的東側。在短暫的無雪期間（通常僅有7月至9月的這段時間），遊客可通過未鋪裝的小徑和吉普車小徑到達山頂。這些吉普車小徑最初是作為埃斯卡蘭特和博爾德之間的貨車通行路線而修建。當俄亥俄鑽井公司在1920年修建至Wagon Box Mesa的道路時，這一小徑升格為公路。山上有一條名為地獄脊梁路的著名道路。這條道路分岔自12號公路，最後到達埃斯卡蘭特，是一條全長38英里的環形路。

## 飛蠅釣

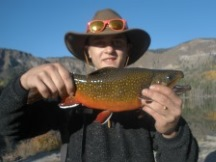
在這一區域釣到的魚

博爾德山經常被猶他人視為釣魚愛好者的天堂。這一地區的釣魚史開始於1950年代，當時開始有魚苗被放流在山上的湖泊和溪流中。1971年，曾在這裡捕獲過重達7磅（8盎司）的溪紅點鮭，創出猶他州記錄。溪紅點鮭是博爾德山上主要的放流魚種。科羅拉多河割喉鱒則是這一地區主要的原生魚類。2014年，一個由釣魚愛好者和當地居民組成的委員會成立，決定今後的博爾德山漁業管理。這個委員會幫助猶他野生資源部解決博爾德山高山湖泊過多的溪紅點鮭問題。討論結果決定管理35%的湖泊以捕撈溪紅點鮭，並將山上的湖泊劃分為10個不同的區域，包括北溪、北坡、南坡、東坡、西坡、博爾德山頂、格里芬山頂和埃斯卡蘭特山。

## 植物群

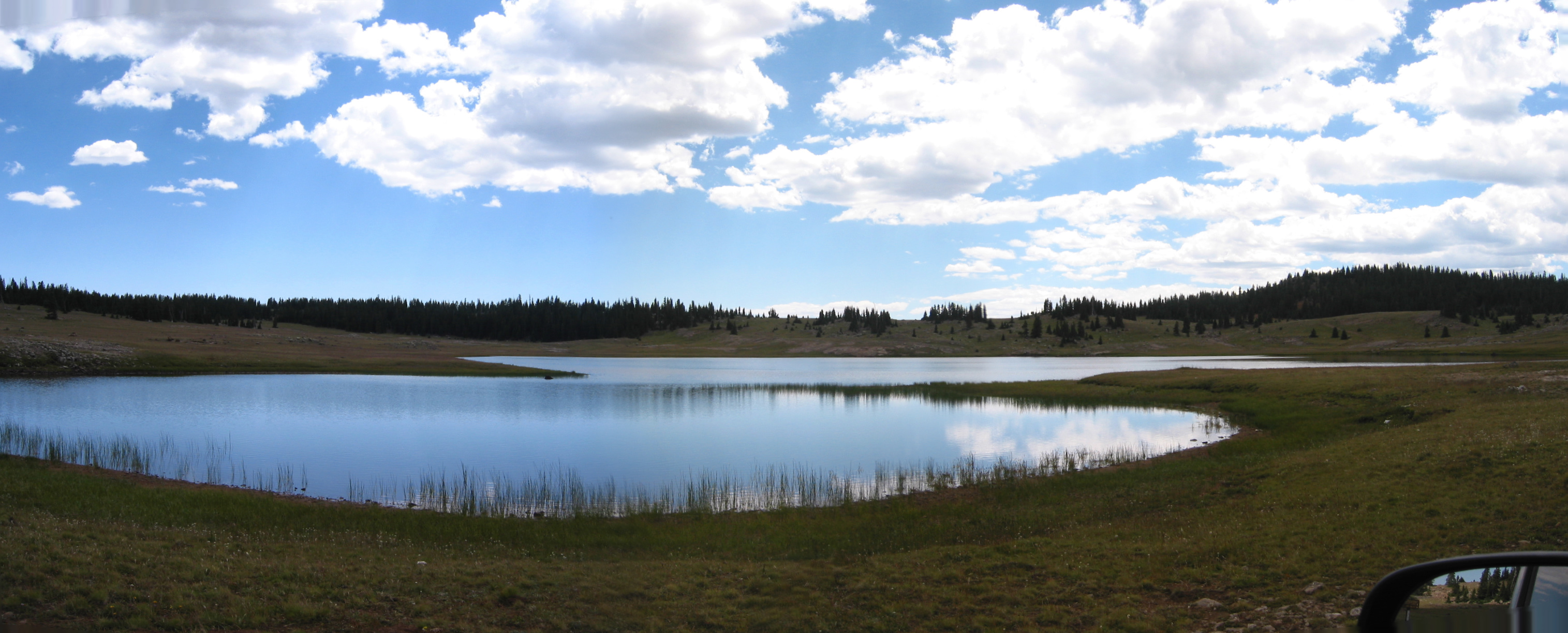
博爾德山山頂有眾多小湖

博爾德山委陵菜（Potentilla angelliae）是博爾德山的珍貴特有種之一。這種植物在1987年被發現，僅分佈在博爾德山地區。

## 流行文化
蘇格蘭夢幻流行樂隊極地雙子星的第五張專輯《布盧貝爾山》以博爾德山命名。

## 外部連結
维基共享资源上的相關多媒體資源：博爾德山
- . SummitPost.org.